# Talcy, Loir-et-Cher
Talcy là một xã thuộc tỉnh Loir-et-Cher trong vùng Centre-Val de Loire miền trung nước Pháp.